# Eva Liljegren
Eva Liljegren, född 10 juni 1915, död 21 september 2000, var en svensk förlagsredaktör och översättare. Från 1970 och drygt 25 år framåt verkade hon som översättare från tyska, men också från engelska och danska, och belönades med de flesta av de stora översättarpriserna. På meritlistan återfinns alla fyra tyskspråkiga nobelpristagare mellan Heinrich Böll (1972) och Elfriede Jelinek (2004) – alltså även Elias Canetti (1981) och Günter Grass (1999) – och därtill klassiker som Hermann Hesse och Jane Austen.

## Biografi[2]
Dotter till överstelöjtnant Gustaf Kjellberg och hans hustru Dolores, född Stenkula. Fil.kand. i Stockholm 1946, fil.lic. i konsthistoria i Lund 1957, anställd på Försvarets radioanstalt i Stockholm 1941–1948, förlagsredaktör på Allhems Förlag i Malmö 1955–1957, redaktör på Albert Bonniers Förlag i Stockholm 1959–1980.
Hon var gift 1935–1940 med Edmund Schiffer (1901–1968) och 1942–1958 med Mårten Liljegren (1917–1958).

## Översättningar (urval)
- Günter Grass: Lokalbedövad (Örtlich betäubt) (översatt tillsammans med Ingrid Rüegger) (Bonnier, 1970)
- Salvador Dalí: Dolda ansikten (Hidden faces) (Coeckelberghs, 1975)
- Karen Blixen: Karneval: efterlämnade berättelser (Efterladte fortællinger) (Alba, 1977)
- Susan Sontag: I Saturnus tecken (Under the sign of Saturn) (Bromberg, 1981)
- Helle Stangerup: Vargtid (Ulvetid) (Bonnier, 1981)
- Botho Strauss: Ingen annan (Niemand anderes) (Norstedt, 1990)
- Wolfgang Amadeus Mozart: För evigt din: brev från Wolfgang Amadeus Mozart (Fischer, 1990)
- Erica Fischer: Aimée & Jaguar (Aimée & Jaguar) (Bonnier, 1996)

## Priser
- 1973 – Letterstedtska priset för översättningen av Heinrich Bölls Grupporträtt med dam
- 1979 – Sveriges Författarfonds premium till personer för belöning av litterär förtjänst
- 1985 – Rabén & Sjögrens översättarpris
- 1989 – De Nios översättarpris
- 1990 – Stiftelsen Natur & Kulturs översättarpris